# Don Jamieson
Don Jamieson (27 de septiembre de 1966) es un comediante y presentador de televisión, conocido por ser uno de los presentadores del programa That Metal Show del canal VH1 Classic, junto a su colega Jim Florentine y el productor musical Eddie Trunk. También es músico de la banda de death metal Gunfire-N-Sodomy.

## Vida
Don fue uno de los presentadores de That Metal Show, donde reconocidos músicos de rock y heavy metal discutían temas relacionados con su profesión. La revista Rolling Stone ubicó a That Metal Show en la lista de 50 Mejores Razones para ver TV. También es presentador del programa Beer Money!, de la cadena SportsNet New York.
Jamieson logró un premio Emmy por su trabajo en el programa "Inside The NFL", de la cadena HBO.

## Actualidad
Don actualmente se encuentra trabajando en la temporada número 13 de That Metal Show en la ciudad de Nueva York.